# Colaptes
Genre
Colaptes est un genre comprenant 10 espèces de pics dont l'aire de répartition s'étend sur les zones néarctique et néotropicale.

## Liste des espèces
Selon la classification de référence du Congrès ornithologique international (version 14.1, 2024) :
- Colaptes rubiginosus – Pic or-olive
- Colaptes auricularis – Pic à tête grise
- Colaptes aeruginosus – Pic à ailes bronzées
- Colaptes rivolii – Pic de Rivoli
- Colaptes atricollis – Pic à cou noir
- Colaptes punctigula – Pic de Cayenne
- Colaptes melanochloros – Pic vert et noir
- Colaptes auratus – Pic flamboyant
- Colaptes chrysoides – Pic chrysoïde
- Colaptes fernandinae – Pic de Fernandina
- Colaptes pitius – Pic du Chili
- Colaptes rupicola – Pic des rochers
- Colaptes campestris – Pic champêtre

...dont une récemment éteinte :

† Colaptes oceanicus – Pic des Bermudes (en)
Pic des Bermudes (en)